# Willy Seegers
Willy Seegers (* 19. Februar 1905; † ?) war ein deutscher Politiker (SPD) und er war Mitglied der Bremischen Bürgerschaft.

## Biografie
Seegers war als Schiffsbauer in Bremen tätig.
Er wurde Mitglied der SPD und war aktiv im Vorstand seines SPD-Ortsvereins in Bremen-Walle.

Er war von 1951 bis 1955 Mitglied der 3. Bremischen Bürgerschaft und dort Mitglied verschiedener Deputationen u. a. 1953 wurde beantragt seine Immunität aufzuheben.